# Wapen van Wormer

Het wapen van Wormer

Het wapen van Wormer, volgens de HRvA

Het wapen van Wormer is het gemeentewapen van de voormalige Nederlandse gemeente Wormer, gelegen in de Zaanstreek. Vanaf 1991 is het wapen niet langer in gebruik omdat de gemeente Wormer is opgegaan in de gemeente Wormerland.

## Herkomst van het hoofd
Waar het hoofd, in de volksmond "het verbonden hoofd"  genoemd, in het wapen vandaan komt is niet bekend. Vanwege deze onduidelijkheid zijn er meerdere verklaringen voor te geven:
1. het afgebeelde hoofd is dat van een Westfriese hoofdman dat naar graaf Floris V is gebracht. Deze verklaring wordt in Wormer zelf op verschillende wijzen gegeven, mede omdat Floris V het wapen wel aan de plaats heeft geschonken.[2]
2. Het zou het hoofd van Jezus Christus zijn, aangereikt op een doek aangereikt door Veronica. De doornenkroon is daarbij vervangen door de afgebeelde kroon. Het kerkzegel heeft ook als randschrift: "Christus is het Hooft der gemeynte."[3]
3. Het is het hoofd van Sint Odulphus, de parochieheilige
4. Het hoofd is van een Spaanse hopman. Het hoofd is door Jan Gerritszoon, een plaatselijke weesjongen, afgehakt in 1574 en aan Dirk van Sonoy in Purmerend aangeboden. Dit wordt tegengesproken door het feit dat er al jaren eerder een hoofd in het wapen voorkwam.[4]

Het oudst bekende zegel, waarvan afdrukken uit de dertiende eeuw bewaard zijn gebleven, vertoonde reeds een hoofd. Na bestudering van de afdrukken is het vermoeden versterkt dat het hoofd een doornenkroon heeft, en dus het hoofd van Jezus Christus is. Dit is tot nu toe de meest waarschijnlijke verklaring. Een eenduidig bewijs ontbreekt echter.
In de loop der eeuwen is het hoofd op verschillende wijzen afgebeeld. Op het spuitstuk van een brandspuit uit de zeventiende eeuw was het een mannenhoofd met snor en baard, en rond het hoofd een gewrongen band, die aan weerszijden naar beneden hangt.

## Blazoen
Op 26 juni 1816 kreeg de gemeente Wormer het wapen toegekend met als bijbehorend blazoen:
Van lazuur beladen met een manshoofd van goud.
Omdat er geen gegevens voorhanden waren over het kleurgebruik werd het wapen in de rijkskleuren (blauw schild met daarop gouden voorstelling) verleend. Doordat het de rijkskleuren zijn is het gehele mannelijke, en bebaarde, hoofd goudkleurig. Daarnaast is het hoofd gekroond met een eveneens gouden kroon. Het wapen zelf is niet gekroond.